# Leptoclinides kingi
Leptoclinides kingi är en sjöpungsart som beskrevs av Wilhelm Michaelsen 1930. Leptoclinides kingi ingår i släktet Leptoclinides och familjen Didemnidae. Inga underarter finns listade i Catalogue of Life.